# Justicia longii
Justicia longii är en akantusväxtart som beskrevs av R.A. Hilsenbeck. Justicia longii ingår i släktet Justicia och familjen akantusväxter. Inga underarter finns listade i Catalogue of Life.